# Этельред II (король Восточной Англии)
Этельред II (др.-англ. Æthelred) был королём Восточной Англии, долгоживущего англосаксонского королевства, которое сегодня включает в себя английские графства Норфолк и Суффолк.
Не сохранилось никаких письменных свидетельств о его правлении, однако дошедшие до наших дней монеты, чеканившиеся от его имени, относятся к примерно 870-м годам. Таким образом, он правил примерно в одно время с Освальдом.